# Gia Canh
Gia Canh là một xã thuộc huyện Định Quán, tỉnh Đồng Nai, Việt Nam.

## Địa lý
Xã Gia Canh nằm phía Đông Nam huyện Định Quán, có vị trí địa lý:
- Phía đông giáp tỉnh Bình Thuận
- Phía tây giáp xã Phú Ngọc và thị trấn Định Quán
- Phía nam giáp huyện Xuân Lộc và tỉnh Bình Thuận
- Phía Bắc giáp các xã Phú Lợi, Phú Hòa và huyện Tân Phú.

Xã Gia Canh có diện tích 171,93 km², dân số năm 1999 là 16.874 người, mật độ dân số đạt 98 người/km².

## Hành chính
Xã Gia Canh được chia thành 7 ấp: 1, 2, 3, 5, 7, 8, 9.

## Lịch sử
Ngày 23 tháng 6 năm 1994, chia thị trấn Định Quán thành 2 đơn vị hành chính: thị trấn Định Quán và xã Gia Canh.
Ngày 25 tháng 1 năm 2007, Uỷ ban Nhân dân tỉnh Đồng Nai ban hành Quyết định 246/QĐ-UBND, trong đó thành lập ấp 10 từ một phần diện tích ấp 5.